# Grodków (stad)
Grodków (Duits:Grottkau) is een stad in het Poolse woiwodschap Opole, gelegen in de powiat Brzeski. De oppervlakte bedraagt 9,88 km², het inwonertal 8733 (2005).

## Geboren
- Józef Elsner (1769-1854), componist, muziekleerkracht en muziektheoreticus